# Valle de Losa
Valle de Losa è un comune spagnolo di 505 abitanti situato nella comunità autonoma di Castiglia e León.

## Località
Il comune comprende le seguenti località:
- Aostri de Losa
- Barriga
- Calzada
- Castresana
- Castriciones
- Fresno de Losa
- Lastras de la Torre
- Lastras de Teza
- Llorengoz
- Mambliga
- Quincoces de Yuso (capoluogo)
- Relloso
- Río de Losa
- San Llorente
- San Martín de Losa
- San Pantaleón de Losa
- Teza de Losa
- Villabasil
- Villacián
- Villalambrús
- Villaluenga
- Villaño